# Rónaszéki Lajos
Rónaszéki Lajos (Cegléd, 1911. október 3. – Cegléd, 1966. augusztus 4.) a Demokrata Néppárt országgyűlési képviselője.

## Élete

### Gyermek és ifjúkora
Rónaszéki Lajos MÁV-alkalmazott és Hegedűs Angéla gyermeke. Hárman voltak testvérek. Római katolikus vallásban nevelkedett. 1934-ben magyarosították Rónaszékire családnevüket.
Az elemi iskolát szülővárosában, Cegléden végezte, utána Kecskeméten kereskedelmi iskolában tette le az érettségit. Aztán Tápiógyörgyén élt, a helyi földbirtokos uradalmi tisztviselőjeként dolgozott. 1945-ben visszaköltözött Ceglédre, cégvezető, majd szövetkezeti igazgató lett.

### Politikai pályája
1947. augusztus 31-i országgyűlési választások előtt nem sokkal belépett a Demokrata Néppártba, a választáson  Pest-Pilis-Solt-Kiskun és Bács-Bodrog megyei választókerületből bekerült az Országgyűlésbe. A DNP frakciójának megszűnése után független képviselőként folytatta munkáját.
Mandátumának lejárta után felhagyott a politizálással. 1950-ben mégis osztályidegennek nyilvánították, ezzel korlátozták munkavállalási lehetőségeit, nem kaphatott vezetői beosztást. Haláláig, 1966-ig a háztáji gazdaságából származó jövedelemből élt.